# Franco Cristofanelli
Franco Martin Cristofanelli (Ciudad autónoma de Buenos Aires, Buenos Aires, Argentina; 24 de mayo de 1993) es un futbolista profesional argentino que juega como volante y su equipo actual es San Martin de Burzaco de la Primera B. 

## Trayectoria
Comenzó su carrera en el Club Atlético Atlas donde jugó 2 años y medio y convirtió 10 goles en 58 partidos. En 2017 paso a Argentino de Quilmes donde encontró su mejor versión, convirtiendo 13 goles siendo el máximo goleador del equipo y logrando el ascenso a tercera en 2019. Paso por Club Atlético San Miguel de la Primera B, donde convirtió un gol, hasta que llegó a Berazategui, club donde solo estuvo 4 meses.
A principio del 2021, es contratado por América de Quito, de la Serie B de Ecuador, siendo así su primera experiencia en el fútbol internacional.

## Clubes
| Club                  | País      | Temporada   |
| --------------------- | --------- | ----------- |
| Gimnasia de Mendoza   | Argentina | 2014 - 2015 |
| Atlas                 | Argentina | 2015 - 2017 |
| Argentino de Quilmes  | Argentina | 2017 - 2019 |
| San Miguel            | Argentina | 2019 - 2020 |
| Berazategui           | Argentina | 2020 - 2021 |
| América de Quito      | Ecuador   | 2021        |
| Aviced                | Ecuador   | 2022 - 2023 |
| Berazategui           | Argentina | 2023        |
| San Martín de Burzaco | Argentina | 2024-act.   |

## Palmarés

### Campeonatos nacionales
| Título    | Club                 | País      | Año     |
| --------- | -------------------- | --------- | ------- |
| Primera C | Argentino de Quilmes | Argentina | 2018-19 |